# Suore domenicane di Santa Caterina da Siena (Benfica)
Le Suore domenicane di Santa Caterina da Siena (in portoghese Dominicanas de Santa Catarina de Sena; sigla D.S.C.S.) sono un istituto religioso femminile di diritto pontificio.

## Storia

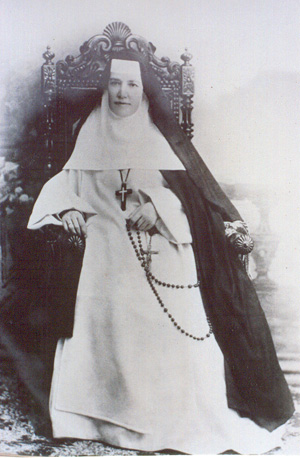
Teresa de Saldanha, fondatrice della congregazione

La congregazione, la prima di vita attiva del Portogallo, fu fondata da Teresa de Saldanha Oliveira e Sousa: in gioventù aspirava ad abbracciare la vita religiosa, ma nel 1834 Pietro IV aveva soppresso tutti gli ordini in Portogallo; nel 1858 la vedova di Pietro IV, Amelia di Leuchtenberg, chiamò in Portogallo le Figlie della carità di San Vincenzo de' Paoli, che fondarono l'Associação Protectora das Meninas Pobres e chiamarono a presiederla Teresa de Saldanha. Le vincenziane furono espulse dal Portogallo nel 1862, ma Teresa de Saldanha continuò a dirigere l'opera.
Per dare continuità alla sua opera assistenziale, nel 1864 la de Saldanha iniziò a progettare la fondazione di una nuova congregazione e, ispirata dal suo direttore spirituale, il domenicano Patrick Bernard Russell, pensò di affiliarla all'ordine dei frati predicatori.
Nel 1866 il patriarca di Lisbona autorizzò la fondazione della congregazione e le prime aspiranti si trasferirono nel monastero delle domenicane di Santa Caterina da Siena a Drogheda, in Irlanda, per ricevervi la formazione religiosa: Teresa de Saldanha e le compagne rientrarono in Portogallo nel 1868 e nel 1877 aprirono il noviziato a Benfica. Le suore si stabilirono preferibilmente nei monasteri abbandonati dopo la soppressione del 1834, ma aprirono anche nuove case.
Nel 1900 il clima politico in Portogallo tornò a essere ostile alle istituzioni religiose, così le domenicane iniziarono a stabilirsi anche all'estero (Stati Uniti, Brasile, Belgio, Spagna). Le case statunitensi dell'istituto si resero poi autonome dando inizio alla congregazione di Kenosha.
La congregazione ricevette il pontificio decreto di lode l'11 settembre 1889 e le sue costituzioni ottennero l'approvazione definitiva il 9 gennaio 1900.

## Attività e diffusione
Le suore si dedicano all'educazione della gioventù e ad altre opere di carità.
Oltre che in Portogallo, sono presenti in Albania, Brasile, Angola, Mozambico e Timor Est; la sede generalizia è a São Domingos de Benfica.
Alla fine del 2015 l'istituto contava 296 religiose in 45 case.